# Vanderlei de Lima
Vanderlei Cordeiro de Lima (ur. 11 sierpnia 1969 w Cruzeiro do Oeste) – brazylijski lekkoatleta, specjalizujący się w maratonie. Brązowy medalista z igrzysk olimpijskich 2004. 5 sierpnia 2016 roku zapalił znicz olimpijski Letnich Igrzysk Olimpijskich 2016 w Rio de Janeiro.

## Kariera
Vanderlei de Lima karierę sportową rozpoczął od biegów długodystansowych. Na mistrzostwach świata juniorów 1988 w kanadyjskim Greater Sudbury startował w biegu na 20 km i zajął w nim 8. miejsce. Potem zaczął uprawiać biegi przełajowe. Startował na mistrzostwach świata i mistrzostwach Ameryki Południowej, na których zdobył odpowiednio brązowy (1993) i złoty (1995) medal.
Pierwsze zawody maratońskie de Lima wygrał w 1994 roku we francuskim Reims. Wygrywał również znane zawody maratońskie m.in. w Tokio, São Paulo, Hamburg-Marathon. Dwukrotnie zdobywał mistrzostwo igrzysk panamerykańskich w 1999 i 2003 roku. Trzykrotny olimpijczyk: Atlanta (1996), Sydney (2000) i Ateny (2004).
Karierę sportową zakończył w 2009 roku.

### Incydent w Atenach
29 sierpnia 2004 roku w Atenach podczas igrzysk olimpijskich 2004 startował w liczącym ponad 42 km biegu maratońskim. Vanderlei de Lima prowadził w biegu i mógł zostać pierwszym brazylijskim maratończykiem, który zdobył złoty medal olimpijski w tej konkurencji. Jednak na 36. kilometrze nieoczekiwanie zaatakowany przez znanego irlandzkiego demonstranta Neila Horana. Na pomoc zawodnikowi ruszył Grek Poliwios Kosiwas, który odciągnął Horana od niego i de Lima mógł dalej kontynuować zawody.
Vanderlei de Lima jednak w wyniku incydentu stracił sporo czasu, z czego skorzystali jego rywale – Włoch Stefano Baldini i Amerykanin Mebrahtom Keflezighi i de Lima ostatecznie zakończył na 3. miejscu i tym samym zdobył brązowy medal. Brazylijska Federacja Lekkiej Atletyki z prezesem Roberto Gesta de Melo na czele apelowała do MKOl o przyznanie de Limie złotego medalu, jednak apelacja została odrzucona.
Podczas ceremonii zamknięcia igrzysk MKOl przyznał de Limie Medal Pierre de Coubertina za podtrzymanie ducha sportowej walki, na co wpływ miała radość samego zawodnika po ukończeniu biegu. Medal został zawodnikowi wręczony 7 grudnia 2004 roku w Rio de Janeiro przez członków BOC podczas ceremonii "The Brazilian Olympic Prize". De Lima został również w powszechnym głosowaniu internetowym wybranym najlepszym lekkoatletą Brazylii w 2004.
1 lutego 2005 roku brazylijski siatkarz plażowy, mistrz olimpijski 2004 – Emanuel Rego chciał publicznie podarować de Limie swój złoty medal olimpijski, jednak de Lima odmówił jego przyjęcia. W 2007 roku ukazała się książka biograficzna de Limy pt. Vanderlei de Lima". A Maratona de uma Vida napisana przez Renato Adrião D'Angelo.

## Osiągnięcia
| Rok  | Turniej                                                | Miasto          | Konkurencja   | Miejsce      | Wynik   |
| ---- | ------------------------------------------------------ | --------------- | ------------- | ------------ | ------- |
| 1988 | Mistrzostwa świata juniorów                            | Greater Sudbury | 20 km         | 8. miejsce   | 1:02:55 |
| 1989 | Mistrzostwa świata w biegach przełajowych              | Stavanger       | Indywidualnie | 71. miejsce  | 42:28   |
| 1992 | Mistrzostwa świata w biegach przełajowych              | Boston          | Indywidualnie | 132. miejsce | 39:42   |
| 1993 | Mistrzostwa Ameryki Południowej w biegach przełajowych | Cali            | Indywidualnie | 3. miejsce   | 36:40   |
| 1994 | Maraton w Reims                                        | Reims           | Maraton       | 1. miejsce   | 2:11:06 |
| 1995 | Mistrzostwa Ameryki Południowej w biegach przełajowych | Cali            | Indywidualnie | 1. miejsce   | 33:04   |
| 1995 | Maraton w Rotterdamie                                  | Rotterdam       | Maraton       | 7. miejsce   | 2:12:12 |
| 1995 | Maraton Berliński                                      | Berlin          | Maraton       | 9. miejsce   | 2:13:48 |
| 1996 | Maraton w Tokio                                        | Tokio           | Maraton       | 1. miejsce   | 2:08:38 |
| 1996 | Igrzyska olimpijskie                                   | Atlanta         | Maraton       | 47. miejsce  | 2:21:01 |
| 1997 | Maraton w Seulu                                        | Seul            | Maraton       | 2. miejsce   | 2:12:41 |
| 1997 | Mistrzostwa świata                                     | Ateny           | Maraton       | 23. miejsce  | 2:21:48 |
| 1998 | Maraton w Tokio                                        | Tokio           | Maraton       | 2. miejsce   | 2:08.31 |
| 1998 | Maraton Nowojorski                                     | Nowy Jork       | Maraton       | 5. miejsce   | 2:10:42 |
| 1999 | Maraton w Fukuoce                                      | Fukuoka         | Maraton       | 3. miejsce   | 2:08:40 |
| 1999 | Igrzyska panamerykańskie                               | Winnipeg        | Maraton       | 1. miejsce   | 2:17:20 |
| 2000 | Igrzyska olimpijskie                                   | Sydney          | Maraton       | 75. miejsce  | 2:37:08 |
| 2000 | Maraton w Rotterdamie                                  | Rotterdam       | Maraton       | 3. miejsce   | 2:08:34 |
| 2001 | Maraton w Ōita                                         | Ōita            | Maraton       | 2. miejsce   | 2:10:02 |
| 2002 | Maraton w São Paulo                                    | São Paulo       | Maraton       | 1. miejsce   | 2:11:20 |
| 2002 | Maraton mediolański                                    | Mediolan        | Maraton       | 7. miejsce   | 2:11:26 |
| 2003 | Hamburg-Marathon                                       | Hamburg         | Maraton       | 4. miejsce   | 2:12.:6 |
| 2003 | Maraton w Fukuoce                                      | Fukuoka         | Maraton       | 12. miejsce  | 2:10:38 |
| 2003 | Igrzyska panamerykańskie                               | Santo Domingo   | Maraton       | 1. miejsce   | 2:19:08 |
| 2004 | Hamburg-Marathon                                       | Hamburg         | Maraton       | 1. miejsce   | 2:09:39 |
| 2004 | Igrzyska olimpijskie                                   | Ateny           | Maraton       | 3. miejsce   | 2:12:11 |
| 2005 | Mistrzostwa świata                                     | Helsinki        | Maraton       | DNF          | DNF     |
| 2006 | Maraton w Amsterdamie                                  | Amsterdam       | Maraton       | 5. miejsce   | 2:11:36 |
| 2007 | Maraton w Tokio                                        | Tokio           | Maraton       | 6. miejsce   | 2:16:08 |
| 2007 | Maraton mediolański                                    | Mediolan        | Maraton       | 7. miejsce   | 2:12:54 |
| 2009 | Maraton paryski                                        | Paryż           | Maraton       | 30. miejsce  | 2:20:31 |